# Santa Rosa de Taraco
Santa Rosa de Taraco ist eine Ortschaft im Departamento La Paz im südamerikanischen Andenstaat Bolivien.

## Lage im Nahraum
Santa Rosa de Taraco liegt in der Provinz Ingavi und ist zentraler Ort im Cantón Santa Rosa de Taraco im Municipio Taraco. Die Ortschaft liegt am westlichen Ende der Taraco-Halbinsel am Titicacasee auf einer Höhe von 3850 m.

## Geographie
Santa Rosa de Taraco liegt auf dem bolivianischen Altiplano am Titicacasee zwischen den Anden-Gebirgsketten der Cordillera Occidental im Westen und der Cordillera Central im Osten.
Die mittlere Durchschnittstemperatur im Bereich des Titicacasees liegt bei etwa 9 °C, der Jahresniederschlag beträgt 500–600 mm (siehe Klimadiagramm Juliaca). Die Region weist ein ausgeprägtes Tageszeitenklima auf, die Monatsdurchschnittstemperaturen schwanken nur unwesentlich zwischen 7 °C im Juli und 12 °C im Dezember. die Monatsniederschläge liegen zwischen unter 10 mm in den Monaten Mai bis August und knapp über 100 mm von Januar bis Februar.

## Verkehrsnetz
Santa Rosa de Taraco liegt in einer Entfernung von 109 Straßenkilometern westlich von La Paz, der Hauptstadt des gleichnamigen Departamentos.
Von La Paz aus führt die asphaltierte Nationalstraße Ruta 2 über dreizehn Kilometer bis El Alto, von dort die Ruta 1 weitere 63 Kilometer in westlicher Richtung bis Tiawanacu. Von dort führt eine asphaltierte Straße nach Nordwesten über Pillapi San Agustín und Chivo weiter nach Taraco. Zwei Kilometer vor Taraco zweigt von der nach Norden abknickenden asphaltierten Straße eine Nebenstraße nach Westen ab, die über Coacollo und San José de Taraco nach zwölf Kilometern Santa Rosa de Taraco erreicht.

## Bevölkerung
Die Einwohnerzahl der Ortschaft ist in dem Jahrzehnt zwischen den beiden letzten Volkszählungen um knapp ein Drittel angestiegen:
| Jahr | Einwohner         | Quelle       |
| ---- | ----------------- | ------------ |
| 1992 | keine Detaildaten | Volkszählung |
| 2001 | 132               | Volkszählung |
| 2012 | 180               | Volkszählung |
| 2024 |                   | Volkszählung |

Die Region weist einen hohen Anteil an Aymara-Bevölkerung auf, im Municipio Taraco sprechen 97,1 Prozent der Bevölkerung Aymara.